# 함부로 대해줘 (드라마)
《함부로 대해줘》는 2024년 5월 13일부터 2024년 7월 2일까지 방송된 KBS 2TV 월화 드라마로 선우의 동명 웹툰을 원작으로 극화했다.

## 제작진

### 제작사
- 판타지오

### 극본
- 박유미 : KBS 2TV 《연예가중계》(공동 집필), MBC TV 《인간탐구쇼 아이스크림》(공동 집필), KBS 2TV 《스쿨 버라이어티 백점만점》(공동 집필), tvN 금토 드라마 《아홉수 소년》(집필), SBS 주말 특별 기획 드라마 《이혼변호사는 연애중》(공동 집필) 집필

### 연출
- 장양호 : SBS 월화 드라마 《달의 연인 - 보보경심 려》(공동 연출), tvN 토일 드라마 《명불허전》(공동 연출), tvN 수목 드라마 《그녀의 사생활》(공동 연출), tvN 《드라마 스테이지 2020 - 이의 있습니다》(연출), OCN 《본 대로 말하라》(공동 연출), tvN 토일 드라마 《철인왕후》(공동 연출), TVING 《철인왕후: 대나무숲》(연출), TVING 《술꾼도시여자들 2》(공동 연출) 연출

## 등장 인물
- (†) 표시는 드라마 상에서 최종적으로 사망한 인물이다.

### 주요 인물
- 김명수 : 신윤복 역
- 이유영 : 김홍도 역
- 배종옥 : 까미유 장 역
- 선우재덕 : 신수근 역
- 박은석 : 이준호 역
- 조인 : 신이복 역

### 홍도 주변 인물
- 한기찬 : 김홍학 역
- 서벽준 : 이도영 역
- 이명호 : 프랭크 르루아 역

### 윤복 주변 인물
- 임영주 : 오윤아 역
- 박윤희 : 이범교 역
- 이세랑 : 여주댁 역
- 김병춘 : 김칠복 역
- 진수현 : 피혜원 역
- 김서현 : 이 대감 역
- 문유빈 : 이세령 역
- 김서경 : 박서경 역

### 특별출연
- 임호 : 신윤복의 아버지 신사도 역
- 정이랑 : 정이랑 역

## 시청률
최저 시청률과 최고 시청률은 시청률 조사회사와 지역별로 시청률에 차이가 있을 수 있습니다.
| 회차                  | 방송일   | 닐슨 시청률    | 닐슨 시청률  |
| 회차                  | 방송일   | 대한민국(전국) | 서울(수도권) |
| --------------------- | -------- | -------------- | ------------ |
| 제1회                 | 5월 13일 | 2.3%           | 2.2%         |
| 제2회                 | 5월 14일 | 1.5%           | -            |
| 제3회                 | 5월 20일 | 1.5%           | -            |
| 제4회                 | 5월 21일 | 1.4%           | -            |
| 제5회                 | 5월 27일 | 1.4%           | 1.5%         |
| 제6회                 | 5월 28일 | 1.1%           | 1.1%         |
| 제7회                 | 6월 3일  | 1.1%           | -            |
| 제8회                 | 6월 4일  | 1.1%           | -            |
| 제9회                 | 6월 10일 | 1.0%           | -            |
| 제10회                | 6월 11일 | 1.0%           | -            |
| 제11회                | 6월 17일 | 1.0%           | -            |
| 제12회                | 6월 18일 | 1.4%           | -            |
| 제13회                | 6월 24일 | 1.3%           | -            |
| 제14회                | 6월 25일 | 1.3%           | -            |
| 제15회                | 7월 1일  | 1.0%           | -            |
| 제16회                | 7월 2일  | 1.4%           | -            |
| 스페셜-1~4회 몰아보기 | 5월 27일 | 1.1%           | -            |

## 같이 보기
- 대한민국의 텔레비전 드라마 목록 (ㅎ)
- 2024년 대한민국의 텔레비전 드라마 목록

## 수상 목록
- 2024년 KBS 연기대상 남자 인기상 (엘)

## 참고 사항
- 선우재덕, 이명호는 KBS 2TV 일일 드라마 《빨강구두》 이후 3년 만에 재회하여 캐스팅되었다.
- 조연진에 제작사인 판타지오 소속 배우가 5명 이상 포진되어 있다.[12]